# 塔恰娜·史密斯
塔恰娜·史密斯（1997年7月9日—），旧姓斯洪马克（Schoenmaker），生于约翰内斯堡，是一名南非女子游泳运动员，主攻蛙泳项目。斯洪马克曾在2019年世界游泳锦标赛上获得女子200米蛙泳银牌，成为历史上第一位在世界游泳锦标赛上收获奖牌的南非女选手，同年，她获得了年度最佳南非女运动员奖。2020年，她从比勒陀利亚大学毕业，获得金融学专业学士学位。